# William Walton Kitchin

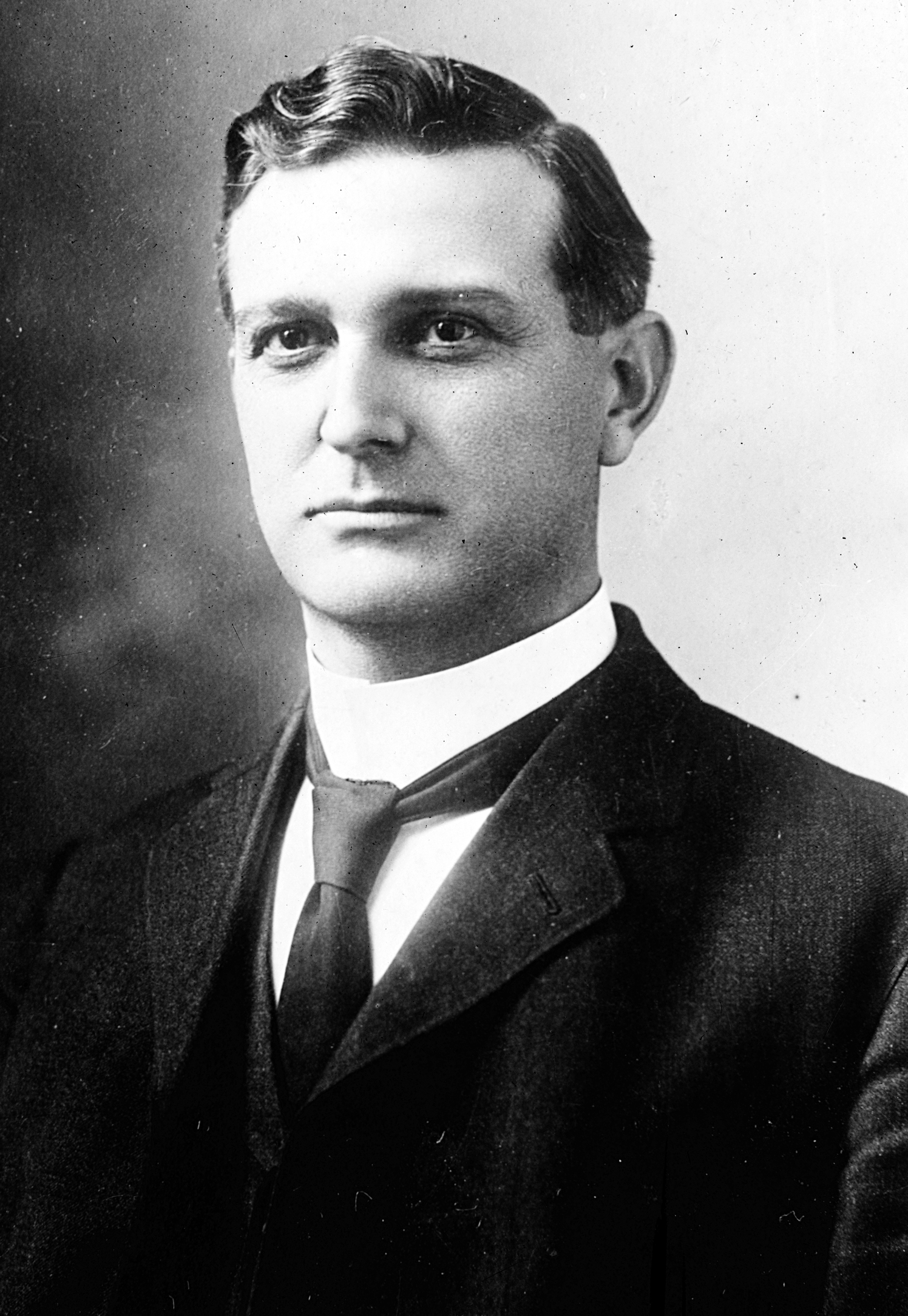
William Walton Kitchin

William Walton Kitchin (* 9. Oktober 1866 bei Scotland Neck, Halifax County, North Carolina; † 9. November 1924 ebenda) war ein US-amerikanischer Politiker und der 52. Gouverneur des Bundesstaates North Carolina.

## Frühe Jahre und politischer Aufstieg
William Kitchin besuchte die Vine Hill Academy und das Wake Forest College, wo er im Jahr 1884 seinen Abschluss machte. Nach einem anschließenden Studium der Rechtswissenschaften und seiner 1887 erfolgten Zulassung zur Anwaltskammer ließ er sich als Jurist in Roxboro nieder. Er gehörte der Demokratischen Partei an. Im Jahr 1890 wurde er Vorsitzender der Bezirksfraktion seiner Partei. Zwischen 1897 und 1909 vertrat er den fünften Wahlbezirk von North Carolina im US-Repräsentantenhaus in Washington, D.C.

## Gouverneur von North Carolina
Für die 1908 anstehenden Gouverneurswahlen wurde er von seiner Partei als Spitzenkandidat aufgestellt und anschließend auch mehrheitlich gewählt. Seine vierjährige Amtszeit begann am 12. Januar 1909 und endete am 15. Januar 1913. In dieser Zeit wurde das Budget für die Bildungspolitik erhöht und ein Gesetz gegen die Monopolstellung der großen Konzerne (Trusts) verabschiedet. Die Infrastruktur des Staates wurde verbessert, insbesondere wurden der Ausbau des Straßennetzes und der Eisenbahn weiter vorangetrieben. Der Gouverneur stand auch hinter dem von seinem Vorgänger Robert Broadnax Glenn eingeführten Prohibitionsgesetz.
Nach Ablauf seiner Amtszeit wurde er wieder als Anwalt tätig. William Kitchin starb im November 1924. Er war mit Musette Satterfield verheiratet. Das Paar hatte sechs Kinder.